# N-204
La N-204 es una carretera nacional española que comunica las poblaciones de Sacedón y Almadrones.

## Recorrido
La N-204 inicia su recorrido en el enlace con la N-320, que une Guadalajara y Cuenca, junto a la población de Sacedón, se dirige hacia el norte pasando por el Embalse de Entrepeñas, atravesando las poblaciones de Cifuentes, Cogollor y finaliza en el enlace con la A-2 (Eje Madrid-Zaragoza-Barcelona) junto a la localidad de Almadrones.